# Karl Ludwig Selig
Karl Ludwig Selig  (Wiesbaden, 14 de agosto de 1926 - Nueva York, 1 de diciembre de 2012), hispanista estadounidense.
Profesor de la Universidad de Texas, se distinguió por sus estudios sobre varios aspectos de la literatura del Siglo de Oro (Fray Luis de León, Baltasar Gracián, Francisco de la Torre, etcétera..) y ha publicado The Library of Juan Vincencio de Lastanosa, Patron of Gracian, Ginebra: Droz, 1960). Se ha interesado también por las relaciones entre la pintura y la emblemática y la literatura del Siglo de Oro (Antonio Palomino y la tradición de la literatura emblemática en España, AIH, Actas, 1962) y editó, junto con H. Parker, el Bulletin of The Comediantes, importante colección bibliográfica sobre el teatro del Siglo de Oro.
- Datos: Q1417922